# Irlands historie 1691-1801
|  | Artiklen indgår i en serie om Irlands historie |
Irlands historie i perioden 1691-1801 var præget af Protestanternes Magtdominans (en: Protestant Ascendancy). De var efterkommere af engelske bosættere, der var kommet til landet ved englændernes erobring og bosættelsen af Irland (se Det tidlige moderne Irland 1536-1691). Irland var i denne periode et selvstændigt og autonomt kongerige med eget parlament, men langt størstedelen af befolkningen, den romersk katolske,  nedstammede fra indfødte irere, blev udelukket fra magt og ejendomsret som følge af straffelove. Perioden begynder med jakobinernes nederlag i de Vilhelminske Irlandskrige i 1691 og afsluttes med unionsloven i 1800, der formelt gødede jorden for Irlands indlemmelse i Det Forenede Kongerige i 1801.

## Økonomiske Forhold
I kølvandet på erobringskrigene i det 17. århundrede blev det irske fjendskab til England forværret i det 18. århundrede, mest som følge af de økonomiske forhold. Handelen med Irland Englands vigtigste. En anglo-irsk protestantisk jordejer kunne tjene omkring 800.000 GPB (britiske pund)  først i perioden, og op til 1 mio. GBP i den sidste del, hvor i en økonomi der havde et BNP på 4 mio. GBP. Da de irske skove var blevet ryddet totalt (de havde været brugt til den engelske flåde) og med en primitiv jernminedrift lagde Irsk landbrug i løbet af 1600-tallet økonomien om, så den i stedet baserede sig på saltet kød, flæsk, smør og hård ost det blev eksporteret fra havnebyen Cork der forsynede England, den britiske flåde og sukkerkolonierne på de vestindiske øer. Biskoppen af Cloyne undrede sig over "Om en udlænding nogensinde ville kunne fatte, at halvdelen af befolkningen er ved at dø i et land med mad i så rigelige mængder". Der skulle dog ikke mere til end en ualmindelig kold vinter, der gav en dårlig høst, før konsekvenserne af de enorme forskelle i samfundet udløste den store irske hungersnød (1740-41) hvor 400.000 mistede livet. I 1780'erne måtte landbruget igen omlægges fra eksport af salt kød til eksport af korn grundet konkurrence fra de baltiske lande og Nordamerika, mens den irske befolkning var tvunget til at spise kartofler og havregryn.
Hemmelige foreninger af bønder blev udbredt, da det var den eneste måde at fæstebønderne kunne lufte deres utilfredshed med godsejerne. Foreninger blev kaldt navne som The Whiteboys, the Rightboys, The Hearts of Oak og Steelboys. Det var spørgsmål om for høje renter, pantsættelse, privatiseringen af fællesjord og betalingen af tiende til den etablerede irske kirke (der var protestantisk og bønderne var næsten udelukkende katolikker). Foreningerne benyttede sig af aktionsmetoder som lemlæstelse af kvæg og får, nedrivning af indhegninger og lejlighedsvis vold mod godsejere, ridefogeder og landeværn. Den landlige utilfredshed blev yderligere stimuleret af den voksende befolkning – en tendens der fortsatte frem til den store hungersnød i 1840´erne.
Der var store regionale uligheder i landet, hvor den nordlige og østlige del var forholdsvist højt udviklet og gav sig af med vareeksport, var det meste af vesten uden veje og økonomien var en pengeløs subsistensøkonomi.

## Det Irske Parlament og dets politik
Irland blev i perioden regeret af Irlands kongelige guvernør og af det irske parlament. Tidligere var parlamentet kun trådt sammen, når den kongelige guvernør (den kongelige stedfortræder) eller monarken selv havde indkaldt det. Men fra 1700  krævede det irske parlament at mødes hvert andet år, og erklærede at være permanent. Det afspejlede den magtforøgelse, som parlamentet oplevede i England efter The Glorious Revolution. 
Parlamentet havde ret til at godkende og ændre lovgivning, mens administrationen stod en guvernør for. En begrænsning var, at det irske parlament ikke kunne godkende en lov, der ikke allerede var godkendt i det engelske parlament, som et resultat af Poynings lov fra 1494.

### Straffelovene
Periodens irske parlament var næsten udelukkende anglikansk. Katolikker var udelukket fra regeringen først i det 17. århundrede, i 1727 frakendt retten til at stemme og udelukket fra at sidde i parlamentet midten i samme århundrede. Jakobisme (katolsk støtte til Stuartdynastiet) havde lidt totalt nederlag i de Vilhelminske Irlandskrige, som sluttede i 1691. Nederlaget betød, at de katolske jordejere, der havde kæmpet for James II, fik deres jorder konfiskeret. Krigen betød også at katolikker var udelukket fra den politiske magt.
Magten – Protestantisk Magtdominans – var koncentreret på anglikanske hænder, der styrkede deres position fordi straffelovene udelukkede alle andre religiøse grupperinger fra indflydelse. Som et resultat af disse love faldt andelen af katolskejet jord fra 1691 til 1791 fra 14 til 5 procent. En af grundene var, at katolske jordejere konverterede til protestantisme for at kunne beholde deres jord. En anden grund var, at katolskejet jord ikke kunne overgå intakt til en arving, så mange katolske jorder lå uproduktive og efter nogle generationer gik tabt. I irsksproget poesi blev perioden af håbløshed og nederlagsstemning omtalt som long briseadh – eller bare "Forlis". Protestanterne beretter derimod om positive aspekter som The Glorious Revolution, frihed fra absolutisme, beskyttelsen af den private ejendom og valgmagten.
Presbyterianere, der mest var koncentreret i den nordlige provins Ulster og som stammede fra skotske bosættere, blev også ramt af straffelovene. De kunne sidde i parlamentet, men ikke i regeringen. Både katolikker og presbyterianere var udelukket fra en række erhverv: advokat, dommer og militær og havde restriktioner på arvet jord. Katolikker måtte hverken bære våben og praktisere deres religion offentligt. 
I den tidlige fase af det 18. århundrede blev disse straffelove forøget i antal og strammet indholdsmæssigt, da den protestantiske elite vedvarende følte deres position truet i kraft af eksistensen af det katolske irske regiment i Frankrig der arbejdede for en genindsættelse af Stuartdynastiet. Ind i mellem kunne denne frygt forværres af katolske banders hærgen, "Rapparees" og af bondeforeninger som The Whiteboys. Da den jakobistiske bevægelse i Skotland forsvandt ved Culloden i 1745 og da paven i 1766 anerkendte Hannoverdynastiet til den engelske trone, løsnede det op for en del af den protestantiske frygt, og straffelovene blev mildnet. Nogle katolske familier omgik straffelovene ved at konvertere mere af navn end gavn, eller at lade et familiemedlem konvertere for at sikre land til den resterende del af familien, eller for at kunne forpagte jorden ud til katolikker. 
Fra 1766 arbejdede katolikker på en reform i Irland. Deres politik blev repræsenteret af de de katolske komiteer en moderat organisation af katolske lavadelige og gejstlige i hvert grevskab, der talte for at tilbagekalde straffelovene og lagde vægt på deres loyalitet med England. Reformen af ejendomsretten tog sin begyndelse i 1771 og 1778-79.

### Grattans Parlament og De Frivillige
I slutningen af det 18. århundrede var mange i den protestantiske elite begyndt at opfatte Irland som deres hjemland. En fraktion i parlamentet anført af Henry Grattan agiterede for en mere retfærdig handel med England, specielt en annullering af navigationsloven, der krævede told på irske varer i England, mens engelske varer i Irland var fritaget for told. Tidligere i århundredet havde irske parlamentarikere foreslået, at det irske parlament blev valgmæssigt uafhængigt af det engelske parlament i London. Specielt annulleringen af Poynings lov der gjorde det engelske parlament til lovgivende i det irske parlament. Mange af deres krav blev indrømmet i 1782, da der blev lovet frihandel mellem England og Irland og at Poynings lov blev kraftigt forbedret. Medvirkende til denne forbedring var bevægelsen De Irske Frivillige, grundlagt i Belfast 1778. Denne milits, der kunne stille med cirka 100.000 mand, blev dannet for at beskytte Irland mod udenlandsk besættelse under Den amerikanske Uafhængighedskrig, var uden for regeringens kontrol og støttede Grattans reformprogram. 
For patrioterne, som Grattans støtter blev kendt som, ville Forfatningen af 1782 indlede en proces der ville ende den sekteriske diskrimination og danne grundlag for velstand og irsk selvstyre. Mange liberale irske protestanter var forstående over for Den Franske Revolution i 1789, som viste af katolikker ikke var fremmede over for frihed, som Whig-ideologien bag The Glorious Revolution havde påstået så længe. Loyale konservative som John Foster, John Fitzgibbon og John Beresford forblev modstandere af yderligere indrømmelser til katolikkerne, og ført an af dem argumenterede man for, at protestantiske interesser kun kunne sikres ved at bevare et nært forhold til England.
Som et resultat, der delvist skyldtes liberaliseringen af handelslovene, oplevede Irland et økonomisk boom i 1780'erne. Kanaler blev udgravet fra Dublin mod vest, og bygninger som Dublins firfoldige Retsbygning samt det centrale postkontor blev anlagt i Dublin. Dublins granitbelagte kajanlæg blev anlagt og man pralede af at kunne kalde sig Imperiets by nummer 2. I 1784 blev kornlovene indført. De var en gave for melindførslen til Dublin og fremmede møller og opdyrket land.

### De Forenede Irere, opstanden i 1798 og Unionsloven
Reformerne, der betød at katolikker igen kunne stemme, danne anklagejury og købe jord til selveje, fortsatte til 1793. Men de kunne stadig ikke sidde i parlamentet eller i offentlige hverv. Reformerne gik i stå grundet krigen med Frankrig (1793), men da franske republikanere stod i modsætning til den katolske kirke, indvilligede den irske regering i at bygge St.Patrick's college i Maynooth til katolske studier i 1795. 
Flere i Irland følte sig tiltrukket af de mere militante aspekter af den franske revolution i 1789. I 1791 dannede en lille gruppe radikale protestanter De Forenede Irere i Belfast for at komme den religiøse diskriminering til livs samt at sikre en lige stemmeret. Gruppen radikaliserede dog snart dets krav til at ville gøre en ende på britisk styre i Irland og skabe en ikke-sekterisk republik. Med Theobald Wolfe Tones ord var målet at indsætte irer i stedet for katolik, protestant og religiøs afviger og at bryde forbindelsen med England, den evige kilde til vores politiske ulykker.
De Forenede Irere voksede sig hurtigt stærke i hele landet. Ideen om en republik vandt specielt tilslutning blandt de presbyterianske samfund i Ulster. Det menes at skyldes deres kundskaber og kontakt til skotsk-irske emigranter i USA, der havde kæmpet mod det britiske kongerige under den amerikanske revolution. Mange katolikker, specielt blandt den nye middelklasse, var også stærkt tiltrukket af bevægelsen, som brystede sig af at have 200.000 medlemmer i 1798. I 1793 blev De Forenede Irere forbudt, efter at Frankrig havde erklæret England krig, og bevægelsen gik fra at være politisk til en militant organisation, der kæmpede for en opstand. Bevægelsen af de frivillige blev også undertrykt. Disse forbud løste dog ikke problemet med revolutionær uro i Irland og blev mødt med kraftig modstand af loyale protestanter som John Foster. Det udviklede sig til en vid grad af vold og uro. Loyale protestanter dannede på baggrund af truslen Orangeordenen i 1795 for at markere deres loyalitet for England.
De Forenede Irere, der efterhånden var bestemt på en våbnet revolution, skabte et sammenhold med den militante katolske bondeforening Forsvarerne, der siden 1792 havde overfaldt bondegårde. Wolfe Tone drog til Frankrig for at søge om fransk militær støtte. Disse initiativer bar frugt, da franskmændene sendte en ekspeditionsstyrke på 15.000 mand ud for Bantrybugten i 1796, men ikke kunne gøre landgang pga. ubeslutsomhed, dårligt sømandsskab og en storm. 
Efter denne episode indledte regeringen et felttog mod De Forenede Irere: henrettelser, hyppig brug af tortur, transport til strafkolonier og husafbrændinger. Da undertrykkelsen havde effekt, besluttede De Forenede Irere at indlede en opstand uden fransk hjælp. Deres aktiviteter kulminerede i den Irske Opstand i 1798. Da den centrale del af planen, at få indledt en opstand i Dublin, mislykkedes, spredte oprøret sig til spredt modstand - først ved Dublin og siden ved Kildare, Meath, Carlow og Wicklow. I det sydøstlige County Wexford kom det til den mest indædte kamp i opstanden der kortvarigt blev understøttet af folk fra Antrim og Down i nord. Ved Killalabugten i Mayo gik en lille fransk styrke i land. Det var med til at forårsage en sidste rest af opstanden i grevskaberne Mayo, Leitrim og Longford. Oprøret varede kun godt tre måneder og menes at have kostet 30.000 livet.
Det republikanske ideal om at optræde ikke-sekterisk blev kraftigt undermineret under opstanden, da begge parter i konflikten begik grusomheder. Regeringstropper og militser havde generelt katolikker som mål, mens oprørerne ved adskillige lejligheder dræbte civile loyalistiske protestanter. Ulster i 1790'erne blev præget af ren sekterisme i form af grupper som de katolske Defenders og de loyalistiske Peep O´Days Boys for ikke at glemme Orangeordenen. 
Opstanden var en af de vægtigste grunde til, at det irske selvstyre blev ophævet ved Unionsloven af 1.januar 1801. Det Irske Parlament stemte for dets egen nedlæggelse, kraftigt påvirket af anglikanske landejeres frygt for katolikker og bestukket af Lord Cornwallis,  guvernøren i Irland. De katolske bisper, der havde fordømt oprøret, støttede unionen og så det som en del af katolsk frigørelse.

## Kultur
Nogle historikere mener, at der eksisterede to kulturer i det 18.århundredes Irland uden megen kontakt med hinanden. Den ene var katolsk og gælisk, den anden anglo-irsk og protestantisk. Der vedblev at være en klangfuld irsksproget litteratur specielt fremhæves skal Aisling-genren i irsk poesi. Det var drømmende digte, der typisk fremstillede Irland som en sårbar kvinde, der bad Irlands unge mænd om at redde hende fra slaveri og undertrykkelse. Mange af de irsksprogede poeter klyngede sig til håbet og hyldesten af den jakobinske sag og samtidigt hyldede de Forenede Irere i 1790'erne. Igen kunne andre digte være ret så seksuelt eksplicitte eksempelvis digtet Cuirt an Mean Oiche  (midnatsretten). Gæliske digtere tæller Aogán Ó Rathaille og Brian Merriman. 
De anglo-irske forfattere gennemgik en mindst lige så frugtbar periode med Jonathan Swift, der skrev Gullivers Rejse og den liberale politiske teoretiker Edmund Burke. En intellektuel, der krydsede den kulturelle barriere, var John Toland der oprindelig var irsktalende katolik fra Donegal, han konverterede til protestantisme og blev en ledende filosof i intellektuelle kredse i Skotland, England, Tyskland og Bøhmen. 
Endelig skal det ikke glemmes at en stor del af Irlands fornemste arkitektur blev anlagt i denne georgianske periode, mest tydeligt i Dublin.

## Fremtidig Arv
Perioden er senere blevet kaldt "den lange fred", og i modsætning til de foregående århundreder var det næsten uden politisk vold. På den anden side begyndte og sluttede perioden 1691-1801 med vold. Da den endte var den protestantisk magtdominans ved at blive udfordret af en betydelig mere selvsikker katolsk befolkning. Dog havde 1790'ernes vold ødelagt de mange radikale håb om at den sekteriske vold i det irske samfund kunne blive glemt. Specielt presbyterianere så et brud i alliancen med katolikkerne og radikalismen i det 19. århundrede. Under Daniel O´Connells ledelse blev irske nationalisme i det 19. århundrede et udpræget katolsk fænomen. Mange protestanter så unionen med England som det eneste, der kunne garantere deres forrang i det irske samfund, så de blev næsten alle unionister i det næste, 19. århundrede.